# Josef Stehlík
Josef Stehlík (26. března 1915 Pikárec, Rakousko-Uhersko - 30. května 1991 Slavičín, Československo) byl člen československého zahraničního leteckého odboje. Účastnil se bojů ve Francii, Velké Británii a na Slovensku. Na svém kontě má deset potvrzených sestřelů a je jediným československým stíhačem druhé světové války který dosáhl vzdušných vítězství jak během bojů ve Francii a bitvy o Británii, tak na východní frontě.

## Vyznamenání
- Řád Bílého lva I. třídy (in memoriam), 2022
- Řád Milana Rastislava Štefánika, III. třída, 1991[3]
- Československý válečný kříž 1939, udělen 5x
- Médaille militaire,[4]1940 (Francie)
- Válečný kříž 1939-1945, 1940 (Francie)
- Řád Slovenského národního povstání, II. třída
- Řád Slovenského národního povstání, I. třída
- Pamětní medaile k 20. výročí osvobození ČSSR
- Pamětní medaile k 20. výročí Slovenského národního povstání
- Pamětní medaile M. R. Štefánika[5], III. stupeň, udělena 08.05.1992 (Slovensko)
- Pamětní medaile za dobrovolnou službu Svobodné Francii[6], (Francie)
- Československá medaile Za chrabrost před nepřítelem, udělena 3x
- Československá vojenská medaile za zásluhy, II. stupeň
- Československá vojenská medaile za zásluhy, I. stupeň
- Pamětní medaile československé armády v zahraničí , se štítky Francie, Velká Británie a SSSR
- Defence Medal [7], (Velká Británie)
- War Medal 1939-1945 [8], (Velká Británie)
- Air Crew Europe Star [9], (Velká Británie)
- 1939-1945 Star [10], se sponou Bitva o Británii (Velká Británie)
- Medaile Za vítězství nad Německem ve Velké Vlastenecké válce 1941-1945[11], (SSSR)
- Řád vlastenecké války, II. stupeň (SSSR)